# Виттов
Виттов (нем. Wittow) — полуостров, северная часть острова Рюген. Он омывается Балтийским морем с севера и востока, заливом Викер (нем. Wieker) на западе и водами залива Большой Ясмунд на юге и востоке.
Виттов соединяется с полуостровом Ясмунд. Виттов был отдельным островом до средневековья.
Самой западной частью полуострова является мыс Буг (нем. Bug) — это самая длинная песчаная коса около 8 км в длину и всего лишь несколько сотен метров в ширину. Мыс Аркона является краем (частью) полуострова Виттов, и находится в нескольких километрах севернее национального парка Ясмунд.
На полуострове расположена коммуна «Вик» (нем. Wiek) в земле Мекленбург-Передняя Померания.